# Martin Nachmann
Martin Nachmann (* 10. Oktober 1985 in Tegernsee) ist ein ehemaliger deutscher Naturbahnrodler. Der Sportler des Rodelclubs Kreuth startete drei Jahre lang im Weltcup und erzielte als beste Resultate einen 20. Platz im Einsitzer sowie einen neunten Platz im Doppelsitzer. Im Jahr 2005 wurde er mit Björn Kierspel Deutscher Meister im Doppelsitzer. Seine Schwester Veronika Nachmann ist ebenfalls Naturbahnrodlerin und sein Vater Martin Nachmann senior Sportwart für Naturbahnrodeln im Bob- und Schlittenverband für Deutschland.

## Karriere
Martin Nachmann nahm ab 2002 an internationalen Juniorenmeisterschaften teil. Sein bestes Resultat erzielte er bei der Juniorenweltmeisterschaft 2004 in Kindberg mit Platz 18 im Einsitzer. Ein Jahr zuvor hatte er in Železniki erstmals an einer Weltmeisterschaft in der Allgemeinen Klasse teilgenommen und war 42. geworden. Sein Weltcupdebüt gab der damals 18-Jährige im ersten Rennen der Saison 2003/2004 in Olang, wo er 30. wurde. Danach kam er erst wieder beim Saisonfinale in Aurach zum Einsatz, wo er den 21. Platz erreichte und damit im Gesamtweltcup 39. wurde. In der Saison 2004/2005 startete Nachmann in allen sechs Weltcuprennen. Er fuhr viermal unter die schnellsten 25 und erreichte als bestes Ergebnis den 20. Platz in Unterammergau am 9. Januar 2005. Im Gesamtweltcup erzielte er Platz 23. An den ersten beiden Saisonrennen nahm er zusammen mit Björn Kierspel auch im Doppelsitzer teil. Sie erzielten einen neunten und einen zwölften Platz und wurden 14. im Gesamtklassement. Zudem wurden sie Deutscher Meister im Doppelsitzer. Bei der Weltmeisterschaft 2005 in Latsch erzielte Nachmann den 33. Rang im Einsitzer, aber mit Kierspel im Doppelsitzer nur den 13. und zugleich letzten Platz. Das Duo Kierspel/Nachmann bestritt gemeinsam mit Michaela Maurer und Marcus Grausam, die im Einsitzer starteten, auch den Mannschaftswettbewerb, bei dem das deutsche Team unter zehn Mannschaften den achten Platz belegte. In seiner letzten Saison 2005/2006 nahm Nachmann an vier von sechs Weltcuprennen teil. Seine besten Resultate waren zwei 24. Plätze in den beiden Rennen von Grande Prairie und er wurde 32. im Gesamtweltcup.

## Sportliche Erfolge

### Weltmeisterschaften
- Železniki 2003: 42. Einsitzer
- Latsch 2005: 33. Einsitzer, 13. Doppelsitzer (mit Björn Kierspel), 8. Mannschaft

### Juniorenweltmeisterschaften
- Gsies 2002: 33. Einsitzer
- Kindberg 2004: 18. Einsitzer

### Junioreneuropameisterschaften
- Kreuth 2003: 25. Einsitzer
- Kandalakscha 2005: 19. Einsitzer

### Weltcup
- 7 Top-25-Platzierungen im Einsitzer
- 1 Top-10-Platzierung im Doppelsitzer

### Deutsche Meisterschaften
- Deutscher Meister im Doppelsitzer 2005